# К-53 (1969)
К-53 (с 1992 года — Б-53) — советская торпедная атомная подводная лодка проекта 671 «Ёрш».

## История службы
Заложена 16 декабря 1964 года на судостроительном заводе № 196 «Судомех» (в настоящее — часть Адмиралтейских верфей), спущена на воду 17 марта 1969.
Вступила в строй 30 сентября 1969 года, 21 октября зачислена в состав 3-й дивизии подводных лодок Северного флота с базированием в Западной Лице (Большая Лопаткина губа).
С 1970 по 1991 годы выполняла задачи в Северной и Центральной Атлантике, Средиземном море, участвовала в учениях «Океанская охота-87».
В 1992 году переклассифицирована и переименована в Б-53.
30 июня 1993 года исключена из состава ВМФ. В 2004 году утилизирована на судоремонтном заводе «Нерпа».

## Столкновение с сухогрузом «Братство»

К-53 после столкновения с сухогрузом «Братство»

19 сентября 1984 года при прохождении Гибралтарского залива К-53 столкнулась с сухогрузом «Братство». Преодолев пролив, лодка всплыла на перископную глубину, чтобы затем всплыть на поверхность для проведения сеанса радиосвязи. Около 1 ч 30 мин корабельного времени (23:30 18 сентября по местному времени) штурман в перископ обнаружил ходовые огни надводного судна, но доложил об этом командиру только через три минуты одновременно с сигналом от гидроакустика об очень сильном шуме гребных винтов. Была отдана команда начать срочное погружение, но уклониться от столкновения не удалось. В результате К-53 получила повреждения носовой части легкого корпуса, обтекателя средств гидроакустического комплекса, волнорезных щитов торпедных аппаратов и выдвижных устройств. На сухогрузе «Братство» было оторвано 100 м² борта начиная от третьего трюма до машинного отделения, потерян стояночный дизель-генератор. Третье отделение и трюм полностью затопило водой. Судно осталось на плаву благодаря наличию зерна в трюме и благоприятным погодным условиям.
Жертв при столкновении удалось избежать. Моряки сухогруза покинули судно и были приняты на борт теплохода «Капитан Медведев».
После столкновения К-53 в подводном положении покинула место происшествия, доклад о нём в береговой штаб был произведён с опозданием в 9 часов. В сопровождении прибывшей на помощь плавмастерской ПМ-24 лодка направилась в тунисский порт Хаммамет, откуда в сопровождении сторожевого корабля «Разительный» своим ходом отправилась к месту базирования для дальнейшего ремонта. Сухогруз «Братство» был отбуксирован Альхесирас, где с него было перегружена остававшаяся неповреждённой часть зерна, а само судно продано на металлолом.
По результатам расследования вина за столкновение была возложена на командира подводной лодки К-53 капитана 2 ранга Юрия Скатова, который «пренебрег мерами предосторожности, выработанными хорошей морской практикой, осуществил безграмотный и необоснованный выбор места и времени всплытия в море Альборан, расположил курс всплытия поперек генеральному направлению потока судов в Гибралтарском проливе». Среди других причин названы низкая организация службы, отсутствие должного взаимодействия членов экипажа, необоснованное назначение и бездействие старшего на борту капитана 1 ранга Ивана Пахомова. Капитан 2 ранга Ю. Скатов был снят с должности, лишился своего поста командира дивизии подводных лодок контр-адмирал В. А. Горев, строгий выговор получил командующий Северным флотом адмирал А. П. Михайловский. 
Своё несогласие с официальной версией событий, изложенной выше, выразил капитан сухогруза «Братство» В. Ф. Демченков, ранее проходивший службу на подводной лодке. По его мнению, К-53 в момент столкновения находилась не на перископной глубине, а в надводном положении, что следует из характера полученных лодкой и сухогрузом повреждений.